# Drosophila falleni
Drosophila falleni é uma espécie de mosca da fruta. É uma espécie micófaga que se alimenta de diversos cogumelos.